# Rhinotus hispidus
Rhinotus hispidus är en mångfotingart som beskrevs av Carl. Rhinotus hispidus ingår i släktet Rhinotus och familjen Siphonotidae. Inga underarter finns listade i Catalogue of Life.